# Irmak
Irmak ist ein türkischer männlicher und (überwiegend) weiblicher Vorname sowie Familienname mit der Bedeutung „Fluss“.

## Namensträger

### Weiblicher Vorname
- Irmak Atuk (* 1985), türkische Schauspielerin, Moderatorin und Model
- Irmak Örnek (* 1987), türkische Schauspielerin

### Familienname
- Alev Irmak (* 1980), türkisch-österreichische Schauspielerin
- Çağan Irmak (* 1970), türkischer Regisseur, Filmproduzent und Drehbuchautor
- Çağla Irmak (* 1997), türkische Schauspielerin
- Sadi Irmak (1904–1990), Premierminister der Türkei und Professor für Physiologie
- Şahin Irmak (* 1981), türkischer Schauspieler